# AIDAprima
AIDAprima — перше круїзне судно, яке споруджене з розрахунку на використання зрідженого природного газу (хоча і лише для часткового покриття потреб).
Замовлене у 2011 році на верфі компанії Mitsubishi Heavy Industries (MHI) для німецького круїзного оператора AIDA Cruises. Спущене на воду через три роки, судно було передане замовнику в березні 2016-го та охрещене у травні (для виконання цієї церемонії обрали молоду акторку Емму Швайгер).
AIDAprima при екіпажі у 900 осіб має змогу взяти у круїз 3300 пасажирів, для розміщення яких існують 1643 каюти 14 категорій. Як і належить круїзному судну, воно насичене численними та різноманітними об'єктами для розваг та відпочинку.
AIDAprima обладнали розробленою MHI системою зниження тертя корпусу об воду — Mitsubishi Air Lubrication System (MALS), яка забезпечує скорочення споживання палива та, відповідно, шкідливих викидів, на 7 %. Іншою спрямованою на зменшення впливу на довкілля новацією стало використання ЗПГ для виробництва електроенергії під час стоянок, коли не працюють основні двигуни. Всього на судні встановлено три головні двигуни MaK 12V M43C та один двопаливний MaK M46DF.
Судно, спорудження якого обійшлось у 645 млн євро, стало першим у серії із двох (клас Hyperion) — наступне AIDAperla було передане замовнику та охрещене на рік пізніше. Можливо відзначити, що та ж компанія AIDA Cruises стала замовником першого круїзного судна, основний двигун якого використовуватиме ЗПГ (AIDAnova).